# رافائل ریس
رافائل ریس پریتو (انگلیسی: Rafael Reyes; ۵ دسامبر ۱۸۴۹ – ۱۸ فوریهٔ ۱۹۲۱) سیاست‌مدار اهل کلمبیا بود. وی رئیس ستاد ارتش ملی کلمبیا و همچنین رئیس جمهور این کشور در ۱۹۰۴ تا ۱۹۰۹ بود.

## اوایل زندگی
پس از پایان تحصیلات در ۱۷ سالگی ، او و خواهران و برادرانش یک شرکت صادراتی به نام Hermanos Reyes (اسپانیایی از برادران Reyes) تشکیل دادند که Quina (Cinchona officinalis) را از جنگلهای جدا شده جنگلهای آمازون و رودخانه پوتومایو (کلمبیا) به اروپا حمل می کرد ( از کوینا در درمان مالاریا استفاده می شد). پس از موفقیت وی در اکتشافات متنوع و طولانی ، استقرار شهرها و کشف رودخانه های ناشناخته در جنگل های بارانی آمازون در برزیل ، پرو ، اکوادور و کلمبیا ، این شرکت در سال ۱۸۸۴ رو به زوال رفت: چندین کشتی غرق شدند ، نیروی کار به دلیل بیماری ها و مهاجرت کاهش یافت هرمانوس ریز پس از مرگ سه برادرش در شرایط چشمگیر به پایان رسید. الیاس ریس در اثر عارضه قلبی درگذشت ، انریکه ریس تب زرد گرفت و نستور ریس ، برادر کوچک وی ، در شرایط وحشتناک در آمازون ، جایی که توسط قبیله آدم خوار مردم ویتوتو خورده شد ، از بین رفت. پس از مرگ برادرش و پایین آمدن قیمت کوینا ، شرکت برادران ریس (هرمانوس ریز) به پایان رسید.